# Polo op de Olympische Zomerspelen 1936
Polo is een van de sporten die beoefend werden tijdens de Olympische Zomerspelen 1936 in Berlijn.

## Uitslagen

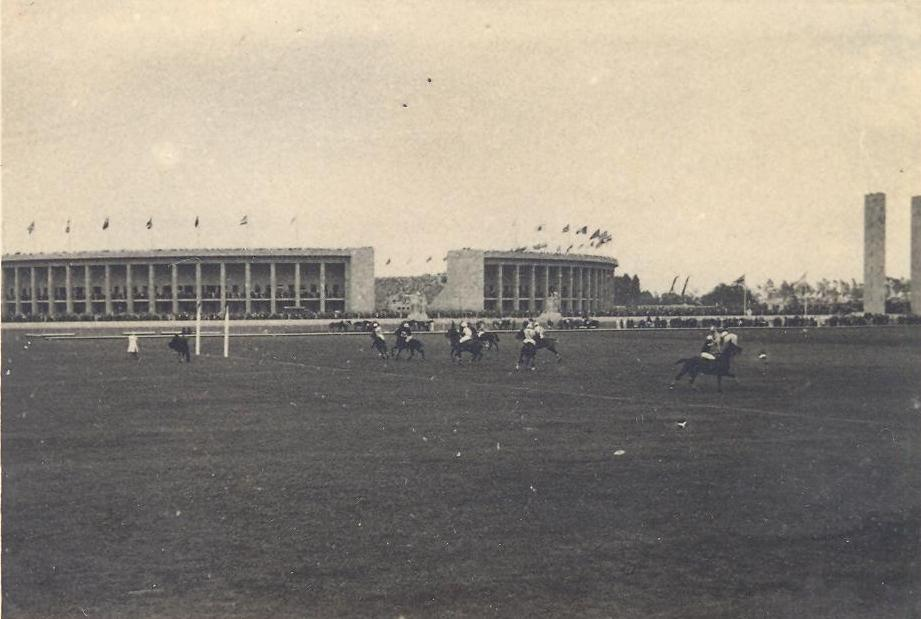
Polo op de Olympische Zomerspelen 1936

### Voorronde
| 3 augustus | Groot-Brittannië | - | Mexico    | 13 - 11 |
| 4 augustus | Hongarije        | - | Duitsland | 8 - 8   |
| 5 augustus | Argentinië       | - | Mexico    | 15 - 5  |
| 6 augustus | Hongarije        | - | Duitsland | 16 - 6  |

### Bronzen Finale
| 8 augustus | Mexico | - | Hongarije | 16 - 2 |

### Finale
| 7 augustus | Argentinië | - | Groot-Brittannië | 11 - 0 |

## Eindrangschikking
| rang   | sporters                                                                             | land |
| ------ | ------------------------------------------------------------------------------------ | ---- |
| Goud   | Luis Duggan Roberto Cavanagh Andrés Gazzotti Manuel Andrada                          | ARG  |
| Zilver | Bryan John Fowler William Robert Norris Hinde David Dawnay Humphrey Patrick Guinness | GBR  |
| Brons  | Juan Gracia Zazueta Antonio Nava Castillo Julio Muller Luján Alberto Ramos Sesma     | MEX  |
| 4      | Kálmán Bartalis István Bethlen Tivadar Dienes-Öhm Dezsö Kovács Imre Szentpály        | HUN  |
| 5      | Heinrich Amsinck Walter Bartram Arthur Köser Robert Miles Reincke                    | GER  |

Parijs 1900 · 
Londen 1908 · 
Antwerpen 1920 · 
Parijs 1924 · 
Berlijn 1936
Olympische medaillewinnaars
Atletiek · Basketbal · Boksen · Gewichtheffen · Handbal · Hockey · Honkbal (demonstratie) · Kanovaren · Kunstwedstrijden · Moderne vijfkamp · Paardensport · Polo · Roeien · Schermen · Schietsport · Schoonspringen · Turnen · Voetbal · Waterpolo · Wielersport · Worstelen · Zeilen · Zweefvliegen (demonstratie) · Zwemmen